# Relais 4 × 100 mètres féminin aux Jeux olympiques d'été de 2000 (athlétisme)
Navigation
Atlanta 1996 Athènes 2004
L'épreuve du relais 4 × 100 mètres féminin aux Jeux olympiques de 2000 s'est déroulée les 29 et 30 septembre 2000 au Stadium Australia de Sydney, en Australie. Elle est remportée par l'équipe des Bahamas (Sevatheda Fynes, Chandra Sturrup, Pauline Davis-Thompson et Debbie Ferguson).
En 2007, à la suite du dopage avérée de l'Américaine Marion Jones, le Comité international olympique disqualifie le relais américain et lui retire la médaille de bronze. Mais, le 16 juillet 2010, le Tribunal arbitral du sport (TAS) tranche en faveur des sept athlètes américaines qui avaient fait appel de la décision du CIO, statuant que les règlements en vigueur en 2000 ne permettaient pas de disqualifier des équipes entières en raison du dopage d'une athlète. Ainsi, Chryste Gaines, Torri Edwards, Nanceen Perry, ainsi que Passion Richardson pour sa participation aux séries, se voient réattribuer la médaille de bronze.

## Résultats

### Finale
| Rang               | Athlètes                                                                   | Pays       | Temps   | Note |
| ------------------ | -------------------------------------------------------------------------- | ---------- | ------- | ---- |
| Médaille d'or      | Sevatheda Fynes Chandra Sturrup Pauline Davis-Thompson Debbie Ferguson     | Bahamas    | 41 s 95 | SB   |
| Médaille d'argent  | Tayna Lawrence Veronica Campbell Beverly McDonald Merlene Ottey            | Jamaïque   | 42 s 13 | SB   |
| Médaille de bronze | Chryste Gaines Torri Edwards Nanceen Perry Marion Jones Passion Richardson | États-Unis | 42 s 20 |      |
| 4                  | Linda Ferga Muriel Hurtis Fabé Dia Christine Arron                         | France     | 42 s 42 |      |
| 5                  | Natalya Ignatova Marina Trandenkova Irina Khabarova Natalya Voronova       | Russie     | 43 s 02 |      |
| 6                  | Gabi Rockmeier Sabrina Mulrain Andrea Philipp Marion Wagner                | Allemagne  | 43 s 11 |      |
| 7                  | Glory Alozie Benedicta Ajudua Mercy Nku Mary Onyali                        | Nigeria    | 44 s 05 |      |
| 8                  | Zeng Xiujun Liu Xiaomei Qin Wangping Li Xuemei                             | Chine      | 44 s 87 |      |

## Légende
Records et Performances
- AR : Record continental (area record)
- CR : Record des championnats (championship record)
- MR : Record du meeting (meet record)
- NR : Record national (national record)
- OR : Record olympique (olympic record)
- PR : Record paralympique (paralympic record)
- PB : Record personnel (personal best)
- SB : Meilleure performance personnelle de la saison (season's best)
- WL : Meilleure performance mondiale de l'année (world leader)
- WJR : Record du monde junior (world junior record)
- WR : Record du monde (world record)

Circonstances et Conditions
- DNF : N'a pas terminé (did not finish)
- DNS : N'a pas pris le départ (did not start)
- DQ : Disqualification (disqualification)
- NM : Aucun essai valable enregistré (No Mark)
- Q : Qualifié « directement » au prochain tour (ou à la prochaine compétition), lors d'une compétition majeure, grâce au classement ou à la réalisation des minima (automatic qualifier)
- q : Qualifié au prochain tour (ou à la prochaine compétition), lors d'une compétition majeure, grâce au repêchage ou à la réalisation de l'une des meilleures performances parmi celles des « non qualifiés directement » (grâce au meilleur temps ou à la meilleure distance par exemple) (secondary qualifier)